# 特別活動
特別活動（とくべつかつどう、英: Special Activities）は、初等教育（小学校など）と中等教育（中学校、高等学校など）の教育課程における教科外活動・学科外活動の一領域のことである。以前は、特別教育活動（とくべつきょういくかつどう、英: special curricular activities）と呼んでいた。

## 概要
特に小学校、中学校、高等学校、中等教育学校、特別支援学校の小学部・中学部・高等部の課程における特別活動は、教科外活動のうち、道徳の時間や総合的な学習の時間、外国語活動を除いて、各学校が正規の教育課程として実施する活動とされている。これらの課程では、特別活動として必ず実施しなければならない事項が学習指導要領に定められている。なお、高等専門学校でも特別活動が行われる（高等専門学校設置基準第17条第5項）。
特別支援学校では、教科外活動を「領域」と呼んでおり、特別活動そのものはこの「領域」の中に包括される。ただし、「特別活動」自体は、「教科・領域を合わせた指導」に包括されることはない。

## 特別活動の歴史
明治時代前期から、各学校では、修学旅行や運動会などの学校行事が独自に企画され、その教育的な意義が認められていた。また、運動部などの部活動の設置とともに学校内の自治会的な活動も盛んになっていった。
1945年（昭和20年）の第二次世界大戦降伏後には、学習指導要領が試案という形で発表された。当時は、自由研究という教科が、通常の教科で学習したことを有機的に発展させて学ぶ時間として想定され、この教科「自由研究」が現代の特別活動の原型になったといわれている。しかし、教科「自由研究」については、理解が進まず、また現場における適切な実施も困難であったため、直後の学習指導要領の改正時に廃止され、小学校では「教科以外の活動」に、高等学校では特別教育活動に再編された。
この後、はじめて「文部省告示」とされて準法令的な性質となった1958年（昭和33年）告示の学習指導要領では、小学校・中学校・高等学校を通じて「特別教育活動」に名称を統一した（ただし、特別教育活動には学校行事が含まれていなかった）。
その後、1968年（昭和43年）から1970年（昭和45年）に告示された学習指導要領では、それまで包括されなかった学校行事を統合し、名称を「特別活動」に変更した。

## 特別活動の目標
学習指導要領によれば、特別活動の目標は、次の通りである。このうち、4と5は、主に中学校・高等学校・中等教育学校などの中等教育における目標である。
望ましい集団活動を通して:
1. 心身の調和のとれた発達と個性の伸長を図ること。
2. 集団の一員としての自覚を深めること。
3. 協力してよりよい生活を築こうとする自主的、実践的な態度を育てること。
4. 人間としての在り方生き方についての自覚を深めること。
5. 自己を生かす能力を養うこと。

## 特別活動の内容
特別活動は、次の領域によって構成されている。

### 初等教育
- 学級活動
- 児童会活動
- クラブ活動 - あくまでも正規の教育課程であり、課外活動である「部活動」とは異なる。
- 学校行事

### 中等教育
かつては中等教育にもクラブ活動が設けられていたが、2002年（平成14年）から2003年（平成15年）施行の学習指導要領から廃止された。
- 学級活動・ホームルーム活動
- 生徒会活動
- 学校行事

## 参考資料
- 文部科学省、『小学校学習指導要領解説 特別活動編』、株式会社東洋館出版社、2008年8月30日
- 文部科学省、『中学校学習指導要領解説 特別活動編』、株式会社ぎょうせい、2008年9月19日
- 文部科学省、『高等学校学習指導要領解説 特別活動編』、海文堂出版株式会社、2009年12月15日